# رمضان كريم 2 (مسلسل)
رمضان كريم 2 هو مسلسل تلفزيوني مصري عُرض في شهر رمضان عام 1444 هـ (23 مارس 2023م)، من بطولة سيد رجب، بيومي فؤاد، سلوى عثمان، صبري فواز، محمد لطفي، أحمد صيام، نجلاء بدر، نهى صالح، كريم الأبنودي، رانيا فتح الله، كريم عفيفي، شريف حسني، ويزو، برلنتي فؤاد، إنعام سالوسة، نوليا مصطفى، سلوى محمد علي.

## طاقم التمثيل
- سيد رجب
- بيومي فؤاد
- سلوى عثمان
- صبري فواز
- محمد لطفي
- أحمد صيام
- نجلاء بدر
- نهى صالح
- كريم الأبنودي
- رانيا فتح الله
- كريم عفيفي
- شريف حسني
- ويزو
- برلنتي فؤاد
- إنعام سالوسة
- نوليا مصطفى
- سلوى محمد علي

## فريق العمل
- إخراج: سامح عبد العزيز
- تأليف: أحمد عبد الله
- إنتاج: أحمد السبكي
- مدير التصوير: سامح سليم
- مونتاج: نهاد سامي، أحمد شحم
- موسيقى تصويرية: خالد داغر